# 152e brigade de missiles de la Garde
Pour les articles homonymes, voir 152e brigade.
La 152e brigade de missiles de la Garde (en russe : 152-я гвардейская ракетная бригада, abrégé 152 гв. рбр), de son nom complet la 152e brigade de missiles de la Garde Brestsko-Varchavskaïa, des ordres de Lénine, du Drapeau rouge et de Koutouzov (en russe : 152-я гвардейская ракетная Брестско-Варшавская, ордена Ленина, Краснознамённая, ордена Кутузова бригада) est une brigade de missiles balistiques des forces côtières de la marine russe (n° d'unité 54229).
La brigade fait partie de la du 11e corps d'armée de la flotte de la Baltique du district militaire ouest, basée à Tcherniakhovsk, dans l'oblast de Kaliningrad.

## Histoire
La 152e brigade reprend les traditions d'unités soviétiques antérieures, notamment de la 3e brigade de chasseurs de la 2e division de chasseurs de l'Armée rouge. Son « baptême du feu » a lieu lors de la bataille de Koursk à l'été 1943,,.
Le statut honorifique « de la Garde » lui est attribué le 10 août 1943. La formation opère dans les rangs de l'armée du 12 juin 1942 au 10 août 1943 et du 14 septembre 1943 au 9 mai 1945. Initialement, l'unité fut formée en tant que 3e brigade de chasse, avant d'être renommée 3e brigade de chasse de la Garde, puis 3e brigade d'artillerie antichar de la Garde en 1943.
Après la guerre, la brigade fait partie du groupement des forces armées soviétiques en Allemagne et relève directement du commandement du groupement des forces. L'unité est stationnée dans la ville de Neustrelitz en République démocratique allemande. Dans les années 1960, la formation est réorganisée en une formation de missiles. À la fin des années 1980, dans le cadre du processus de dissolution du groupement des forces armées soviétiques en Allemagne, la 152e brigade est retirée dans la ville de Tcherniakhovsk, dans l'oblast de Kaliningrad.
En 2022, la brigade participe à l'invasion russe de l'Ukraine et est localisée dans l'oblast de Kharkiv, au nord de l'Ukraine.

## Équipement
La brigade est armée du missile balistique russe Iskander depuis le 5 février 2018. Le 9 mai 2018, le complexe est présenté lors du défilé de la Victoire à Kaliningrad,.
En 1991, elle était équipée du missile balistique tactique R-17 Elbrus (en).